# Maria (opera)
Maria – opera Romana Statkowskiego, w trzech aktach, do której libretto napisał kompozytor według powieści poetyckiej autorstwa Antoniego Malczewskiego. Prapremiera opery miała miejsce w Warszawie 1 marca 1906 roku.

## Osoby
- Miecznik – baryton
- Maria, jego córka – sopran
- Wojewoda – bas
- Wacław, jego syn – tenor
- Pacholę – sopran
- Zmora – tenor
- Kozak – bas
- szlachcic – bas
- szlachta, dworzanie, hajducy, towarzysze pancerni, maski[3].

## Treść
Tragiczna historia rodzinna, rozgrywająca się w XVII wieku na wschodnich rubieżach Rzeczypospolitej, ma czworo głównych bohaterów: Wojewodę, jego syna Wacława, synową Marię i jej ojca Miecznika. Jest w niej miłość, zdrada, zabójstwo i kara, a więc wszystko, co być powinno w prawdziwej tragedii. Wszechwładny i żądny władzy Wojewoda chce się pozbyć niechcianej synowej. Prowadzi to do zabójstwa kobiety i w konsekwencji do samobójstwa jego syna.